# Chlamydoselachidae
Famille
La famille des Chlamydoselachidae est une famille de requins primitifs[Quoi ?] classée jusqu'à présent dans l'ordre des Hexanchiformes. Cependant les espèces fossiles et actuelles de Chlamydoselachidae diffèrent suffisamment des autres Hexanchiformes pour qu'un ordre particulier, Chlamydoselachiformes, ait été proposé par Shigeru Shirai.
La famille des Chlamydoselachidae ne comprend qu'un seul genre actuel avec deux seules espèces connues, Chlamydoselachus anguineus et Chlamydoselachus africana.
A l'origine il n'existait qu'une seule espèce actuelle puisqu'ils avaient la même apparence mais l'anatomie des spécimens de la côte africaine diffère de celle du Japon et de Taiwan, au point que 2 espèces sont créées. Pour les spécimens du Nord de l'Atlantique et de l'Est du Pacifique, un examen approfondi de l'anatomie (chondrocrane, nombre de vertèbres et structure des nageoires) est requise pour déterminer avec certitude leur appartenance à une des deux espèces.

## Identification
Ces requins sont de couleur brun chocolat foncé, gris-brun ou noir brunâtre. Ils ont une allure allongée comme une anguille d'où le nom anguineus , une tête serpentiforme et aplatie, un museau très court, des dents très espacées en forme d'aiguilles à trois cuspides minces sur les deux mâchoires dans une large bouche terminale, 6 paires de fentes branchiales incurvées dont les portions inférieures de la première paire jointes sur la gorge en forme de collier, une nageoire dorsale basse bien plus petite que l'anale et des nageoires pectorales plus petites que les pelviennes.

## Biologie
Ils vivent au large des côtes, localement, sur les fonds non rocheux des plateaux continentaux et insulaires, ou sur la partie supérieure des talus continentaux. Ils entrent parfois dans les eaux froides peu profondes.
Ils sont ovovivipares; durant la gestation, les petits se nourrissent des oeufs contenus dans l'utérus.

## Statut
Ils sont peu communs à rare, mal connus. Ils sont peut-être menacés du fait de leur lente reproduction, de la pêche rasant les fonds et de leur utilisation pour des farines.
Quelques spécimens vivent en aquarium.

## Liste des genres
- Chlamydoselachus Garman, 1884 (en grande partie fossile)
- † Thrinax Pfeil, 1983